# محمد سليمان (منافس ألعاب قوى)
محمد سليمان هو منافس ألعاب قوى قطري، ولد في 23 نوفمبر 1969.

## وصلات خارجية
- محمد سليمان على موقع الاتحاد الدولي لألعاب القوى (الإنجليزية)
- محمد سليمان على موقع اللجنة الأولمبية الدولية (الإنجليزية)
- محمد سليمان على موقع أوليمبيديا (الإنجليزية)